# Vardøger
El vardøger o vardøgr es, en el folclore escandinavo, un «espíritu predecesor». Las historias sobre él suelen incluir casos que en el fondo son un vaticinio, un déjà vu a la inversa. En ellas, la llegada de una persona es precedida por la aparición de un espíritu con sus rasgos, voz, olor, apariencia o conducta general, por lo que los testigos creen haber visto o escuchado a la persona antes de que llegara realmente.

## Etimología y significado
La palabra vardøger proviene probablemente del nórdico *varðhygi, que consta de los elementos vǫrð, "guarda, vigia" (similar a "guardián") y hugr, ("mente" o "alma"). La palabra vardøger es definida como «un sonido o visión premonitoria de una persona antes de que llegue».

## Características
A pesar de ser un espíritu con la apariencia de un ser vivo el vardøger tiene una connotación menos siniestra que el doppelgänger y no alude al arquetipo del gemelo malvado como hace este sino que, originalmente, un vardøger era considerado un fylgja, una especie de espíritu guardián de esa persona. El vardøger se puede asimilar más a un doble fantasmal o a una forma de bilocación.
Si ves un vardøger, según el folclore noruego, eso significa que te estas cruzando en el camino de una persona. A menudo solo quiere decir que esa persona de la cual has visto su vardøger está en camino.
Debido a que el vardøger es un tipo de espíritu guardián, se suele decir de aquellos que tienen un vardøger que son buenas personas, ya que un espíritu benéfico les protege. En resumen, podríamos decir que un vardøger es la contraparte de un doppelgänger.

## Vardøgeren la literatura noruega

### Ficción
- Jonas Lie En su obra Den fremsynte; eller Billeder fra Nordland de 1870 un personaje (Anne Kvæn) sabe de la llegada de otro gracias a su vardøger o fylgja.
- Bjørnstjerne Bjørnson menciona brevemente el Vardøger en la historia Arne Bjørnejægeren i Brude-Slaatten de 1872.
- Håkon Løken menciona brevemente el Vardøger en su obra Urolige tider, billeder og minner fra ungdoms- og studentertiden 1875-1881 de 1923.
- La palabra Vardøger se ha utilizado también en sentido figurado como una advertencia de lo que vendrá. Por ejemplo como lo utiliza Camilla Collett en Amtmandens Døttre obra de 1855.

### No ficción
El fenómeno del vardøger ha sido tratado en varios libros y escritos. Especialmente en la sección dedicada a los seres sobrenaturales en el folclore noruego, como por ejemplo la obra de
- Ase Moe Hekser og troll:vardøger, varsler, fabeldyr og spøkelser de 1993.
- Georg Hygen, profesor y secretario del NPS Norsk Parapsykologisk Selskap (algo así como Sociedad Parapsicológica Noruega) publicó el libro Vardøger – vårt paranormale nasjonalfenomen (Vardøger - nuestra fenómeno paranormal nacional) en la editorial J.W. Cappelen en 1987 (ISBN 82-02-11190-0). En el reproduce y comenta 82 episodios presentados en cartas de toda Noruega.
- En el folleto Vardøger, tankeoverføring og synske folk: om oversanselige opplevelser de 1991 se recogen las respuestas a un cuestionario de la NEG Norsk etnologisk gransking (algo así como Investigaciones etnológicas noruegas).

## Vardøgeren la actualidad
La creencia en los vardøger tienen una cierta distribución aún hoy en día. Algunos nativos en países con esa creencia dicen que a veces experimentan pequeños episodios que ellos atribuyen al vardøger de un familiar cercano. Estos episodios suelen consistir en, por ejemplo, escuchar sonido de voces, una llave que se gira en la cerradura, y yendo a mirar no ver a nadie. Si después de uno de estos episodios, la persona en la que piensa aparece, se dice que esa persona tiene vardøger. Esta interpretación del vardøger es similar a una premonición, lo que significa que uno experimenta o reconoce algo antes de que suceda.

## Seres similares
- Fylgja, espíritu guardián, pueden cambiar de forma y representar espíritus de animales. Se puede identificar con el alma de esa persona. Cuando aparecían en la forma de una mujer, eran, sin embargo, espíritus guardianes para la gente y los clanes nórdicos, los (aett).[2]
- Hamingja, espíritu guardián femenino de la mitología nórdica. Se creía que acompañaba a una persona y que decidía su suerte y felicidad.[3]
- En Finlandia este mismo concepto es conocido con el nombre de etiäinen.
- Ånd o espíritu, unos seres a menudo invisibles.
- En la mitología japonesa una criatura similar podrían ser los Ikiryō, los espíritus de los vivos que han dejado momentáneamente su cuerpo. Aunque este espíritu no es conocido por ser vaticinador o ser espíritu guardián, algunos opinan que este espíritu es anuncio o presagio de muerte ya que se manifestaría en situaciones peri-mortem del vivo al que pertenece.

Otros fenómenos sobrenaturales que notifican los eventos venideros de manera similar a como lo podría hacer un vardøger son el augurio y el presagio (jærtegn).

## Elvardøgeren la cultura popular

### Literatura
Entradas por orden cronológico.
- Vardøger: Skuespil i tre akter que fue escrito por Rolf Løchen (1895-1986) y publicado en 1926.
- La revista de orientación marxista Vardøger, que se publicó por primera vez en 1969.[4]
- Vardøger, volumen 16 de la saga de novelas Ulveøyne (ojos de lobo) escrita por Trude Brænne Larssen a partir de 1998.
- Vardøger, colección de cuentos del autor noruego Siv Kristin Rotevatn de 2007.
- Vardoger, Volumen 6 de la saga de novelas Liljas dans de Hege Løvstad escrita a partir de 2007.

### Música
Entradas por orden cronológico.
- Vardøger, música de Odd Nersveen y texto de Leif S. Rode, publicado alrededor de 1947.
- «Vardøger», canción de Manne Kjos, publicada en 1974 en el LP Spelemannen (Violinista) con Eddy Zoltan.
- Vardøger, LP del grupo de folk rock Folque publicado en 1977 (CD 1999).
- Vardøger, música de Terje Rypdal y texto de Svein Erik Brodal, lanzado en 1984.
- Vardøger, CD del grupo de jazz Talisman Group lanzado el Odin Records en 1995.
- Vardøger, banda de Black metal que se formó en 1996.
- Vardøger - Váigasat es una pieza de Hilde Pedersen Skanckeättlingar, creada para la puesta en escena en el Beaivváš Sámi Teáhter y en el Hålogaland Teater durante el Festspillene i Nord-Norge (FINN), el Festival de Noruega del Norte en 1999.
- Vardøger, CD de la artista de música de acordeón Hanne-Kari Bakke de 2002.
- «Vardøger», canción de la banda de Black metal noruego Khold, del álbum Mørke gravers kammer de 2004.
- Vardøger, el nombre de la protagonista femenina de la obra radio de RadioNova sobre el superhéroe noruego Vardøger.